# Hohendorf (Bürgel)

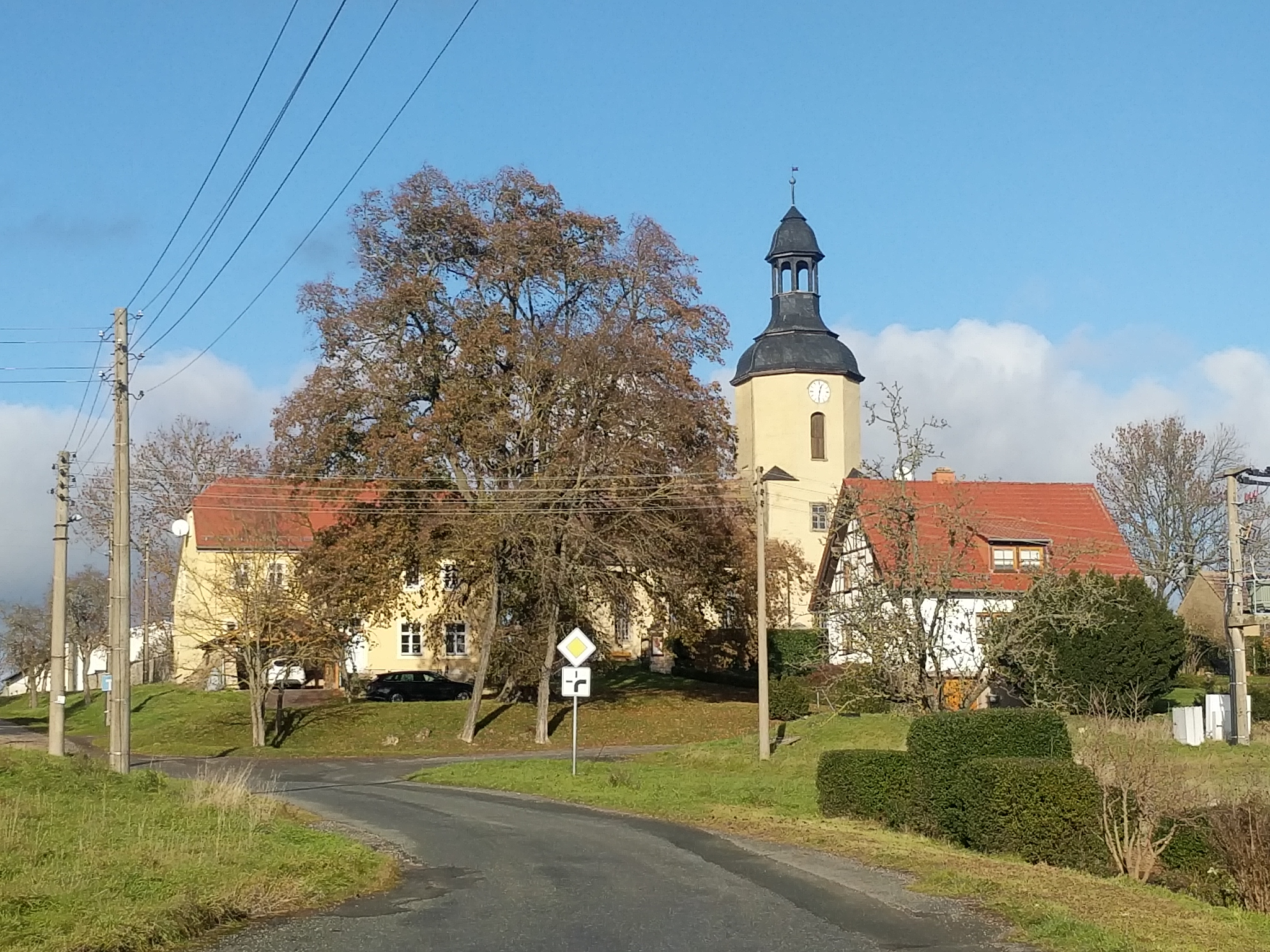
Nordöstlicher Teil von Hohendorf um die Kirche herum, links im Bild das ehemalige Schulhaus (November 2022)

Hohendorf ist ein Ortsteil der Stadt Bürgel im Saale-Holzland-Kreis in Thüringen.

## Geografie
Bei Hohendorf entspringt eine der zwei Wethau-Quellen, die sich in Petersberg vereinen. Die andere entspringt beim Gasthaus zu den grauen Ziegenböcken in der Flur von Serba. Die Gemarkung von Hohendorf ist steinig und karg. Der höchste Punkt liegt bei 367 m über NN. Hohendorf befindet sich nördlich von Bürgel am Ostende des Tautenburger Forstes in kupierten Gelände. Über eine Ortsverbindungsstraße haben die Bewohner des Ortes Anschluss an die Bundesstraße 7.

## Geschichte
1145 wurde das Dorf urkundlich nachgewiesen ersterwähnt.
Die Pfarreien St. Georgenberg und Hohendorf sind wegen ihrer heute noch sichtbaren Größe als ursprüngliche Missionspfarreien anzusehen. Hohendorf gehörte zum wettinischen Kreisamt Eisenberg, welches aufgrund mehrerer Teilungen im Lauf seines Bestehens unter der Hoheit verschiedener Ernestinischer Herzogtümer stand. 1826 kam der Ort mit dem Südteil des Kreisamts Eisenberg und der Stadt Eisenberg vom Herzogtum Sachsen-Gotha-Altenburg zum Herzogtum Sachsen-Altenburg. Ab 1920 gehörte er zum Freistaat Thüringen.
Am 1. Juli 1950 wurden die bis dahin eigenständigen Gemeinden Göritzberg und Nischwitz eingegliedert.
Der Ort war und ist landwirtschaftlich geprägt, auch wenn es in Hohendorf selbst Landwirtschaft nur noch im Nebenerwerb gibt.